# Каменковский сельсовет (Славгородский район)
Каменковский сельсовет (бел. Ка́менкаўскі сельсавет) — упразднённая административно-территориальная единица на территории Славгородского района Могилёвской области Белоруссии. 

## История
Решением Могилёвского областного Совета депутатов от 17 июля 2006 года № 18-11 "Об изменении административно-территориального устройства Славгородского района" 10 августа 2006 года упразднён Каменковский сельсовет Славгородского района. Изменены границы Кабиногорского сельсовета, включены в его состав населённые пункты Агеево, Благодать, Восход, Дубно, Казаковка, Кремянка, Новая Каменка, Старая Каменка, Сычин, входившие в состав Каменковского сельсовета.

## Состав
Каменковский сельсовет включал 9 населённых пунктов:
- Агеево — деревня
- Благодать — деревня
- Восход — деревня
- Дубно — деревня
- Казаковка — деревня
- Кремянка — деревня
- Новая Каменка — деревня
- Старая Каменка — деревня
- Сычин — деревня